# Regió eclesiàstica Calàbria

La regió de Calàbria al territori italià

La regió eclesiàstica Calàbria és una de les setze regions eclesiàstiques en les quals està dividit el territori de l'Església catòlica a Itàlia. El seu territori es correspon al territori de la regió administrativa de Calàbria de la República Italiana.

## Història
El cristianisme arribà a Calàbria amb l'arribada l'any 61 de l'apòstol Pau a Reggio, on va tenir lloc el llegendari miracle de la columna A la fi del segle ix, quan els monjos bizantins de Sant Basili el Gran van venir de l'Orient escapant de la persecució àrab, es van establir en aquestes terres agrestes i van construir molts grans monestirs, convertint-la en una nova Tebaida.
El cristianisme arribà a Calàbria amb l'arribada l'any 61 de l'apòstol Pau a Reggió, on va tenir lloc el llegendari miracle de la columna A la fi del segle ix, quan els monjos bizantins de Sant Basili el Gran van venir de l'Orient escapant de la persecució àrab, es van establir en aquestes terres agrestes i van construir molts grans monestirs, convertint-la en una nova Tebaida.
L'alta cultura i la inspirada tradició religiosa d'aquests homes van deixar empremtes molt profundes en tota la regió, que va veure el sorgiment de llocs fabulosos, avui conservats només en part a causa principalment als terratrèmols.
La difusió de laure va donar diversos fruits de santedat en monjos com Sant Fantino, santa Èlia de Reggio, sant Gregori de Cassano o Nil el Jove, i va contribuir a la renovació de la cultura, com ho demostra, però, un parell de segles més tard, els savi monjo Barlaam Bernardo bisbe de Gerace, que va treballar per la unitat de les Esglésies d'Orient i Occident i va recolzar l'estudi de la llengua i la literatura grega a Itàlia.

## La regió eclesiàstica avui

### Estadístiques
Superfície in km²: 15.549

Habitants: 2.101.130

Parròquies: 974

Nombre de sacerdots seculars: 1.056

Nombre de sacerdots regulars: 350

Nombre de diaques permanents: 153

### Subdivisions
La regió eclesiàstica està composta per onze diòcesis i una eparquia, repartides
(entre parèntesis el nombre total de fidels a la província eclesiàstica amb les seves diòcesis sufragànies)::
- Arquebisbat de Catanzaro-Squillace (585.000), metropolitana, que té com a sufragànies:
  - Arquebisbat de Crotone-Santa Severina
  - Bisbat de Lamezia Terme
- Arquebisbat de Cosenza-Bisignano (719.000), metropolitana, que té com a sufragànies:
  - Bisbat de Cassano allo Ionio
  - Arquebisbat de Rossano-Cariati
  - Bisbat de San Marco Argentano-Scalea
- Arquebisbat de Reggio Calàbria-Bova (735.000), metropolitana, que té com a sufragànies:
  - Bisbat de Locri-Gerace (i Santa Maria di Polsi)
  - Bisbat d'Oppido Mamertina-Palmi
  - Bisbat de Mileto-Nicotera-Tropea
- Eparquia de Lungro dels Italo-Albanesos

## Conferència episcopal calabresa
- President: vacante
- Vicepresident: Francesco Milito, bisbe d'Oppido Mamertina-Palmi
- Secretari: Luigi Renzo, bisbe de Mileto-Nicotera-Tropea

## Diòcesis calabreses suprimides
- Bisbat de Belcastro
- Bisbat de Blanda
- Bisbat de Cerenzia
- Bisbat de Cirella
- Bisbat d'Isola
- Bisbat de Malvito
- Bisbat de Martirano
- Bisbat de San Leone
- Bisbat de Strongoli
- Bisbat de Tauriana
- Bisbat de Thurio
- Bisbat d'Umbriatico
- Bisbat de Vibo Valentia